# 수소화 붕소 리튬
수소화 붕소 리튬(Lithium borohydride, LiBH4)은 제일 간단한 보레인인 BH3에 수소화 리튬이 결합한 무기 화합물이다.